# Dicyphus ribesi
Dicyphus ribesi är en insektsart som beskrevs av Knight 1968. Dicyphus ribesi ingår i släktet Dicyphus och familjen ängsskinnbaggar. Inga underarter finns listade i Catalogue of Life.